# Chiesa di San Miniato in Marcianella
La chiesa di San Miniato in Marcianella si trova nell'omonima località presso Marciana, nel comune di Cascina.
Documentata sin dal 1011, la piccola chiesa, dedicata a San Miniato, è interamente costruita in bozze regolari di verrucano; lungo i fianchi si aprono semplici monofore, mentre in facciata svetta l'agile campanile a vela.
Nell'interno della chiesa, ad unica aula, vi è una caratteristica pila per l'acqua Santa poggiata su una colonna di granito.
Sull'altare si conserva un dipinto cinquecentesco raffigurante la Madonna tra san Miniato e san Giovanni (o santa Maddalena), eseguito tra il 1565 e il 1580 firmato dal fiammingo Giulio di Giovan Pietro Molinginato, artista attivo a Pisa e nel contado.